# 週刊ファルコムラジオ
『週刊ファルコムラジオ』（しゅうかんファルコムラジオ）は、2023年3月31日より9月29日まで文化放送にて放送されたラジオ番組。毎週金曜日22時より『内田理央のレコメン!FRIDAY』内で放送された。

## 概要
2023年3月24日まで放送された『英雄伝説 黎の軌跡』シリーズの関連ラジオ番組『黎の軌跡 presents ヴァンさん、ラジオの時間ですよ！』をリニューアルする形で新たに開始する。これまでと異なり『イースシリーズ』『英雄伝説 軌跡シリーズ』『東亰ザナドゥ』などを始めとする日本ファルコムのゲームソフト全般の話題を扱う。
この番組では徳井青空の進行の元、各ゲーム作品に登場するキャラクターを演じる声優がマンスリーMCとして出演し、さらに各シリーズ作品の主人公も番組の随所に登場する。
番組放送翌週には日本ファルコムの公式YouTubeチャンネルで放送のアーカイブ配信を行っている。
2023年9月29日半年間放送された番組はこの日をもって終了した。

## 出演

### 進行
- 徳井青空

### マンスリーMC
- 2023年4月：Lynn（『イースX -NORDICS-』カージャ・バルタ役）
- 2023年5月：悠木碧（『軌跡シリーズ』レン・ブライト役、『イースVIII -Lacrimosa of DANA-』イオ役）[3]
- 2023年6月：茅野愛衣（『那由多の軌跡』ノイ役、『東亰ザナドゥ』倉敷栞役）[4]
- 2023年7月：小林裕介（『イースX -NORDICS-』グレン・ベルジュ役）[5]
- 2023年8月：若山詩音（『イースX -NORDICS-』リラ役）[6]
- 2023年9月：広瀬裕也（『イースX -NORDICS-』クルス・カーペント役）[7]

### 登場キャラクター
- アドル・クリスティン（『イースシリーズ』、CV：梶裕貴）
- ヴァン・アークライド（『英雄伝説 黎の軌跡』、CV：小野大輔）
- 時坂洸（『東亰ザナドゥ』、CV：浅沼晋太郎）

## 主なコーナー
各作品の世界観にちなんだ企画を週替わりで放送する。
アドルが放浪！日本列島お国自慢
『イースシリーズ』にちなみ、アドルも冒険したくなるような日本の観光名所やオススメしたい場所をリスナーから募集する。
おれたちの軌跡
『英雄伝説 軌跡シリーズ』にちなみ、マンスリーMCのこれまでの人生の軌跡を深く掘り下げる。
杜宮市民アンケート
『東亰ザナドゥ』の企画として、Twitterの投票機能を活用したアンケートを実施、その結果を問題として出題する。